# CASIN
CASIN (Cdc42 activity-specific inhibitor) это соединение  2-((6-фенил-2,3,4,9-тетрагидро-1H-карбазол-1-ил) амино) этанол, известное также как родственное пирлиндолу соединение 2, обладающее способностью избирательно ингибировать активность белка Rho ГТФазы Cdc42, участвующей в регуляции клеточного цикла и таким образом омолаживать культуры гемопоэтических клеток.
CASIN может в будущем быть использован для сбора и трансплантации стволовых клеток крови, поскольку способствует выходу функциональных гемопоэтических стволовых клеток и клеток-предшественников из костного мозга в периферийную кровь при его дозах не проявляющих токсичности и не влияющих на многолинейную дифференцировку клеток крови.
Поскольку CASIN способен предотвращать аллергическое воспаление дыхательных путей, он может оказаться полезен для профилактики и лечения бронхиальной астмы.
Механизм действия CASIN связан с тем что нарушая обмен гуаниновых нуклеотидов необходимый для активации Cdc42, он подавляет способность Cdc42 к ингибированию сборки актина и, как следствие, предотвращает сморщивание клеточной мембраны в складки богатые актином.
Обнаружено, что при старении из-за изменения уровней активности Cdc42 меняются объем и форма клеточного ядра, а также локализации хромосомы 11. Снижение с помощью низкомолекулярного соединения CASIN, связанной со старением повышенной активности Cdc42,  восстанавливает эти возрастные изменения и таким образом омолаживает функцию хронологически старых гемопоэтических стволовых клеток. Эксперименты по трансплантации, старых гемопоэтических стволовых клеток, обработанных CASIN, показали что они функционируют почти как молодые. благодаря чему у старых животных удается ослабить или даже обратить вспять связанную со старением иммунную дисфункцию.  Более того старые гемопоэтические стволовые клетки человека, обработанные CASIN ex vivo, показали профиль приживления, аналогичный тому который наблюдался у обработанных  CASIN гемопоэтических стволовых клеток мышей, что, очевидно, открывает возможность ослабления старения и в гемопоэтических стволовых клетках человека.  Следует однако иметь в виду что функцию омоложённых ex vivo с помощью CASIN гемопоэтических стволовых клеток в случае их трансплантации старым реципиентам, ограничивает старая ниша, что, по крайней мере, частично связано с низким уровнем в старых нишах цитокина остеопонтина.
Лечение старых (75-недельных) самок мышей введением им CASIN для снижения активности Cdc42 в течение 4 дней подряд значительно увеличило среднюю и максимальную продолжительность их жизни. При этом у пожилых животных, получавших CASIN, наблюдалось снижение биологического возраста по данным основанным на определении их эпигенетических часов на основе уровня метилирования ДНК в клетках крови.
Фармакологическое подавление с помощью CASIN повышенной при старении активности Cdc42 в старых кишечных криптах улучшало регенерацию старого кишечного эпителия.  Обработка с помощью CASIN старых стволовых клеток волосяных фолликулов для подавления связанной со старением повышенной активности Cdc42 восстанавливала каноническую передачу сигналов Wnt в волосяных фолликулах, что приводило к омоложению стволовых клеток волосяных фолликулов. Кратковременное системное (по всему организму) лечение CASIN также увеличивало регенеративный потенциал старых стволовых клеток скелетных мышц, что сопровождалось улучшением двигательной активности, выносливости и силы хвата. Кроме того, трансплантация, взятых у омоложенных таким лечением мышек, стволовых клеток крови, продлевала жизнь старым мышам с ослабленным иммунитетом.